# Ramal de Neves-Corvo

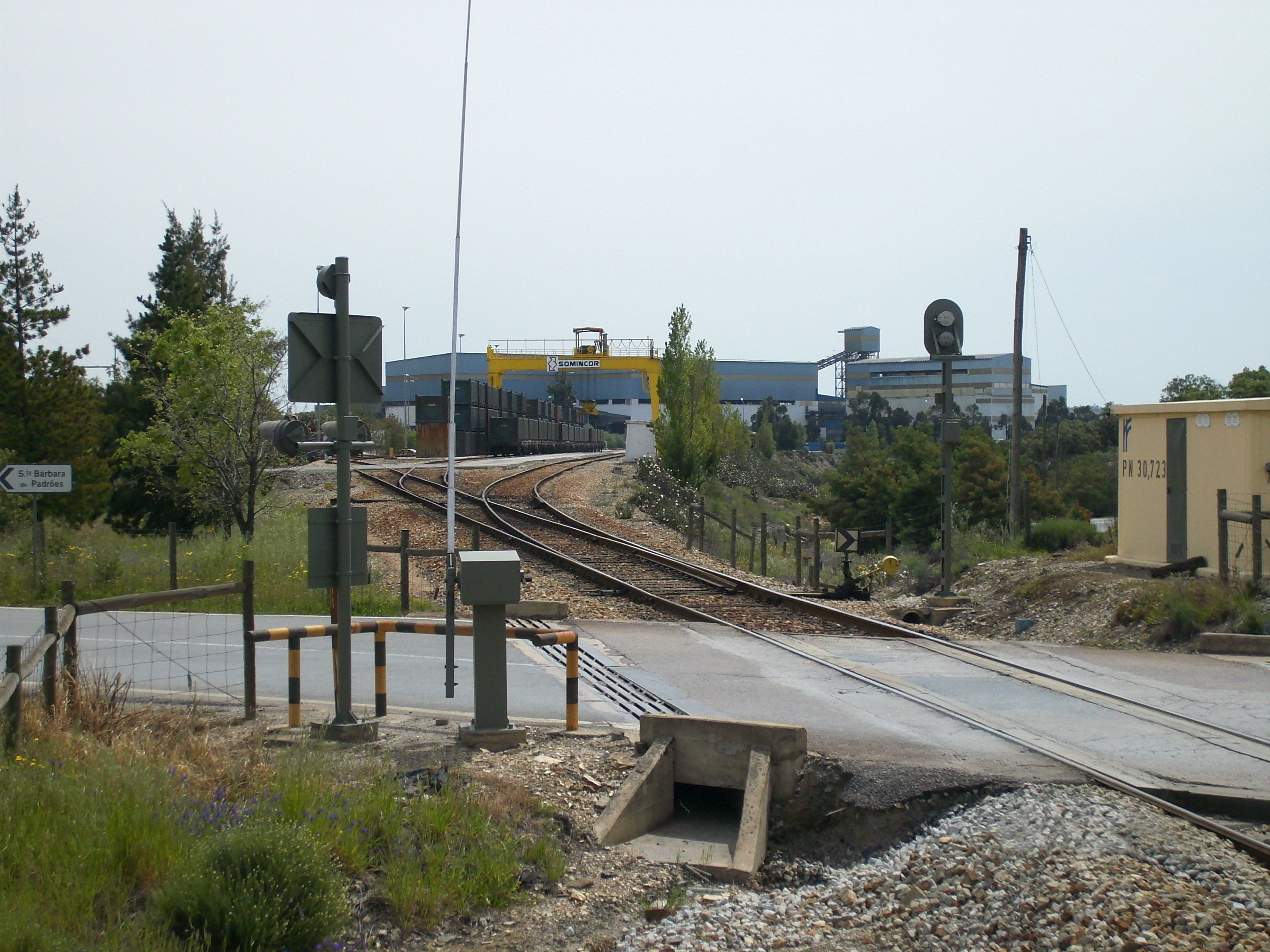
Neves Corvo

O Ramal de Neves-Corvo é uma ferrovia não eletrificada de via única em bitola ibérica que liga a Estação de Ourique (Linha do Alentejo) à Mina de Neves-Corvo, no sul de Portugal. Este ramal, construído em finais da década de 1980 com uma extensão total de 30,8 km, é usado apenas por comboios de mercadorias.

## Descrição e história
O ramal tem cerca de 31 Km de extensão, e liga a exploração mineira de Neves-Corvo à estação de Ourique, na Linha do Alentejo. No quilómetro 19,5 conta com um desvio para permitir o cruzamento de comboios.
Foi inaugurado em 1992, no âmbito de um programa de modernização e expansão da rede ferroviária, por parte da operadora Caminhos de Ferro Portugueses. Originalmente, o ramal era utilizado por comboios de minério até à Praias-Sado, em Setúbal, que no regresso viriam carregados de areia desde Vale do Guizo, para preencher os espaços deixados em vazio pelas explorações mineiras. O material circulante utilizado era composto por vagões plataforma da CP, levando contentores de 20 pés da SOMINCOR, sendo os comboios rebocados por locomotivas da Série 1900, igualmente da CP.
No dia 4 de Setembro de 2012, um tractor agrícola foi colhido por um comboio de minério no ramal, levando à morte do condutor do veículo.